# Custom Robo (Nintendo 64)
Custom Robo (カスタムロボ, Kasutamu Robo) és un videojoc de lluita amb robots per la Nintendo 64, va ser llançat l'any 1999 només al Japó. És el primer títol de la saga Custom Robo (saga de videojocs).

## Curiositats
- Alguns robos (incloent en Ray) d'aquest videojoc també surt al cinquè títol de la saga, Custom Robo Arena.